# Лучник (завод)
Збройовий завод "Лучник" (пол. Fabryka Broni „Łucznik” – Radom) до 2000 року (пол. Zakłady Metalowe „Łucznik” (ZM „Łucznik”))   — польське підприємство в Радомі, створене після поділу та розпаду ZM Łucznik. Було засновано два підприємства: Fabryka Broni Łucznik та компанію, яка виробляє, серед інших, швейні машини — ASPA ELECTRO, що працюють під торговою маркою Łucznik. Позначення виробника – 11 в овалі.
Завод зброї — одна з компаній, що входять до Polska Grupa Zbrojeniowa, раніше Польського оборонного холдингу.

## Нова фабрика

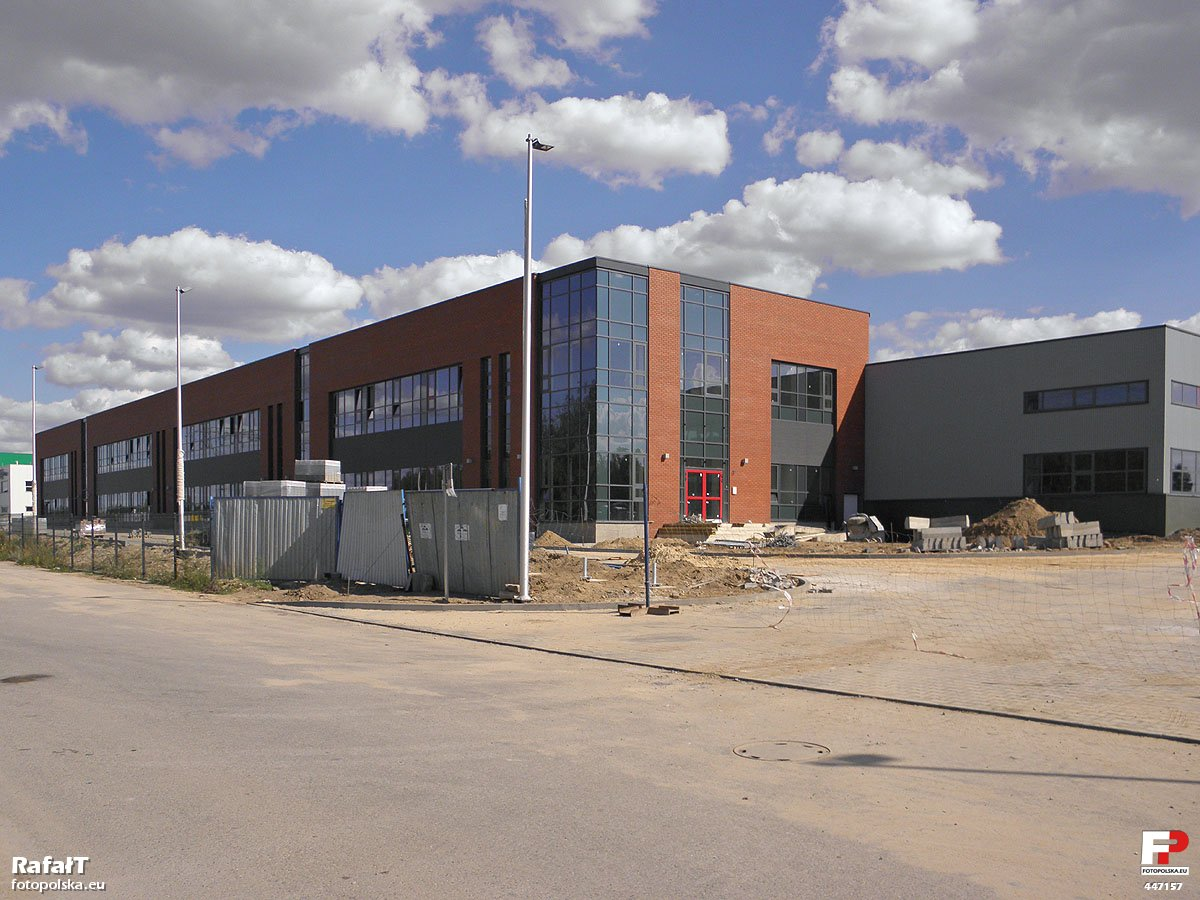
Будівництво нового офісу завода - станом на 25 серпня 2013 року.

28 серпня 2012 року ARP та Bumar Group уклали інвестиційну угоду, на основі якої буде побудовано новий збройовий завод у Euro-Park Wisłosan, яким керує ARP TSSE, у підзоні Радом.
Будівництво розпочато 19 листопада 2012 року. Будівля нової фабрики була відкрита 1 липня 2014 року. У церемонії відкриття взяли участь, серед ін Президент Томаш Ніта, спікер Сейму Республіки Польща Ева Копач, заступник міністра національної оборони Беата Очкович та депутат польського парламенту Маржена Врубель. Під час церемонії вперше було представлено нову гвинтівку Grot (Modular Small Arms System) у версії, призначеній для представницьких підрозділів Війська Польського, а також новий пістолет 9x19 parabellum, який буде називатися PR-15 Ragun. За словами фахівців, він відрізняється високою надійністю і сучасними дизайнерськими рішеннями. Він оснащений рейкою, що дозволяє встановити додаткове обладнання, наприклад, тактичне освітлення або лазерну указку.
Нова штаб-квартира Fabryka Broni "Łucznik" є найсучаснішим об'єктом такого типу в Європі. Комплекс включає, серед інших виробничі цехи, лабораторії та тир. Для нового заводу придбано сучасний машинний парк та впроваджено нові технології. Вартість інвестицій склала 103 млн. злотих.

## Історія

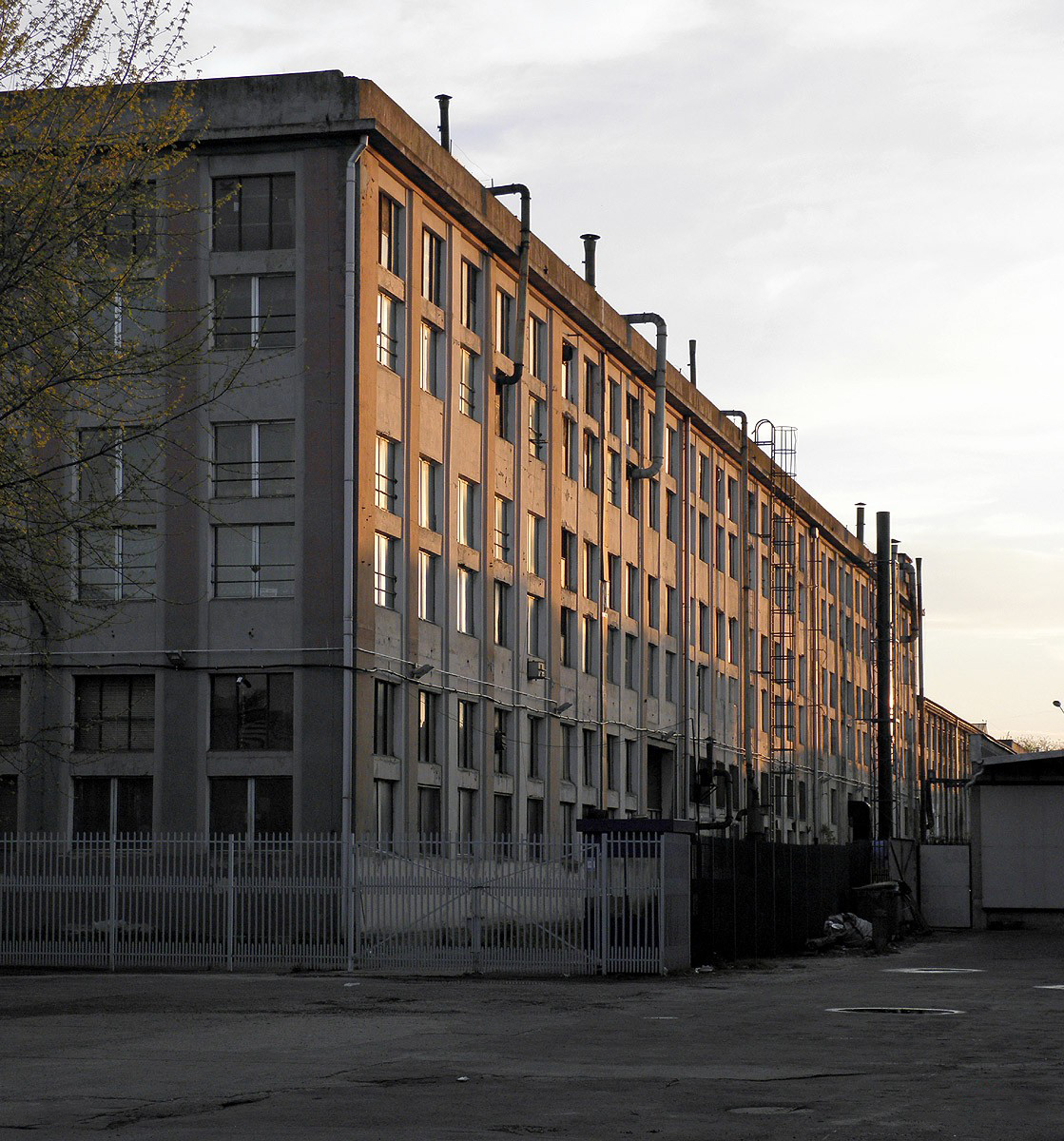
Колишня будівля збройового заводу 1930-х років.

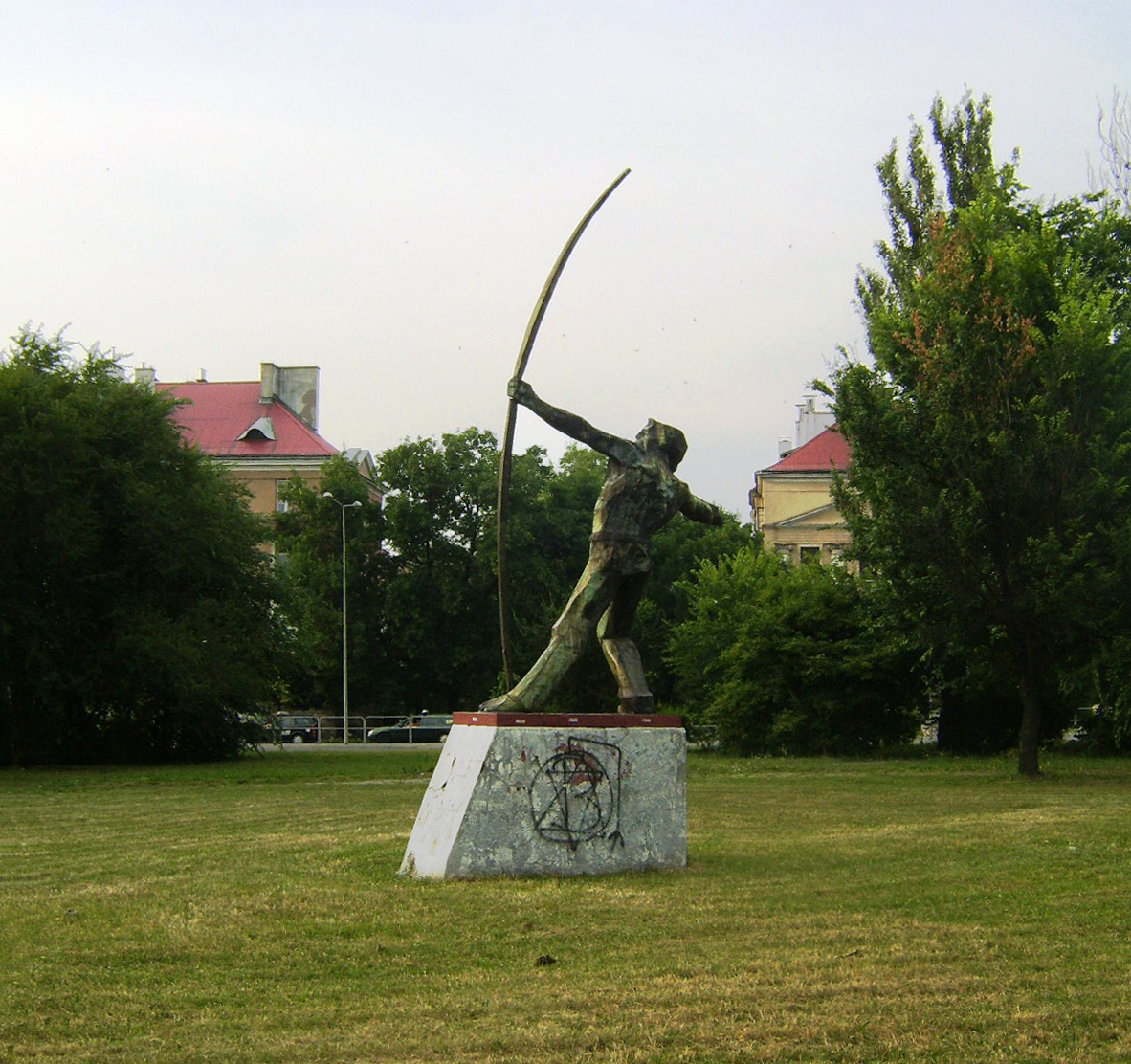
Символ збройового заводу в Радомі

29 квітня 1922 р. Економічний комітет Ради Міністрів ухвалив зосередити замовлення для Війська Польського на державних підприємствах. Тому при Міністерстві військових справ було створено Центральне управління ВПК. Одним із новостворених підприємств, підпорядкованих CZWW, була Fabryka Broni у Радомі, збудована вартістю 18 341,4 тис. злотих. злотих. Виробництво почалося в 1927 році. Того ж року вона була підпорядкована збройовому концерну Państwowe Wytwórnie Uzbycji, створеному замість розформованого CZWW. Тодішній директор Казімєж Олдаковський 31 грудня 1927 р. остаточно підписав акт передачі приміщень фабрики від повітового старости. Сотні радомчан знайшли роботу на новозбудованому та запущеному виробництві.
Першим продуктом заводу озброєнь був wz. 98 (польська версія Mauser 98). Виробництво здійснювалося у співпраці з Державним стрілецьким заводом у Варшаві, який поставляв ударники, кріплення, стволи та підстави прицілів. У 1930 році FB Łucznik розпочав виробництво kbk wz. 29 і kbks wz. 29, 1931 р. - револьвери Наган, 1932 р. - kbks wz. 1931 р., у 1936 р. пістолети Vis.35, а в 1937 р. - kb wz. 98а. 
У середині 1930-х років було прийнято рішення про реорганізацію ЗО «Radom». Завдяки інвестиціям у розмірі 9 мільйонів злотих фабрика змогла виготовити 8400 kbk wz. 1929, 4200 kb wz. 1898a та 900 пістолетів Vis на місяць.
У 1929-1939 роках FB також виробляв велосипеди, що продавалися під брендом Łucznik.

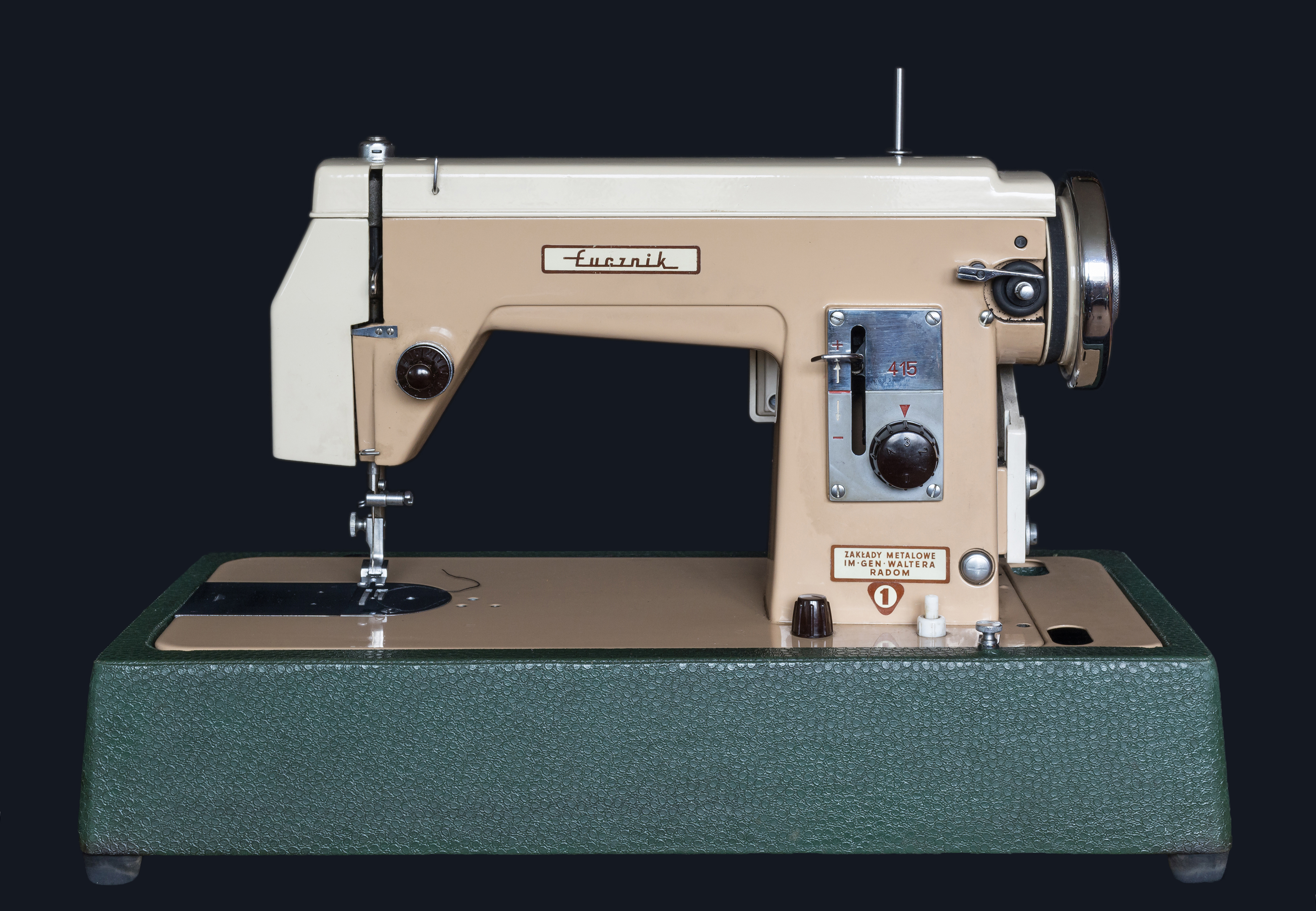
Колишній металургійний завод «Łucznik» також виробляв швейні машини

Після вересневої поразки ЗО «Radom» підпорядкувалося австрійській компанії Steyr і продовжило виробництво зброї. З часом виробництво гвинтівок було припинено, а виробництво пістолетів Vis було збільшено. Під час окупації екіпаж FB співпрацював із союзом збройної боротьби та організував контрабанду комплектуючих пістолетів, з яких у підпільних майстернях збирали комплектні пістолети. 16 жовтня 1942 р. під час публічної страти на очах заводчан було страчено 15 осіб, звинувачених у підпільній діяльності на заводах.
Після 1945 року влада Польської Народної Республіки ухвалила рішення про відновлення збройового заводу в Радомі. У 1951 році завод отримав нове підприємство: Zakłady Metalowe im. Генерал «Вальтер». За радянською ліцензією вони виробляли пістолети ТТ (з 1947 р. як військовий пістолет зразка 1933 р.) і пістолети-кулемети ППС (з 1951 р. як пістолет-кулемет зразка 1943 р.). Заводи також розпочали виробництво швейних машин Łucznik та Singer та друкарських машинок Facit.
У 1957 році почалося виробництво автомата Калашникова, який протягом багатьох років була основним продуктом Łucznik. У 1960-х роках Лучнік розпочав виробництво пістолетів Р64 і пістолетів-кулеметів ПМ-63, а також гвинтівок АКМ.
1980-ті роки були періодом впровадження у виробництво нових конструкцій зброї. Р-64 був замінений на Р-83, а ПМ-63 на ПМ-84. У 1990 році виробництво wz. 88 Тантал.

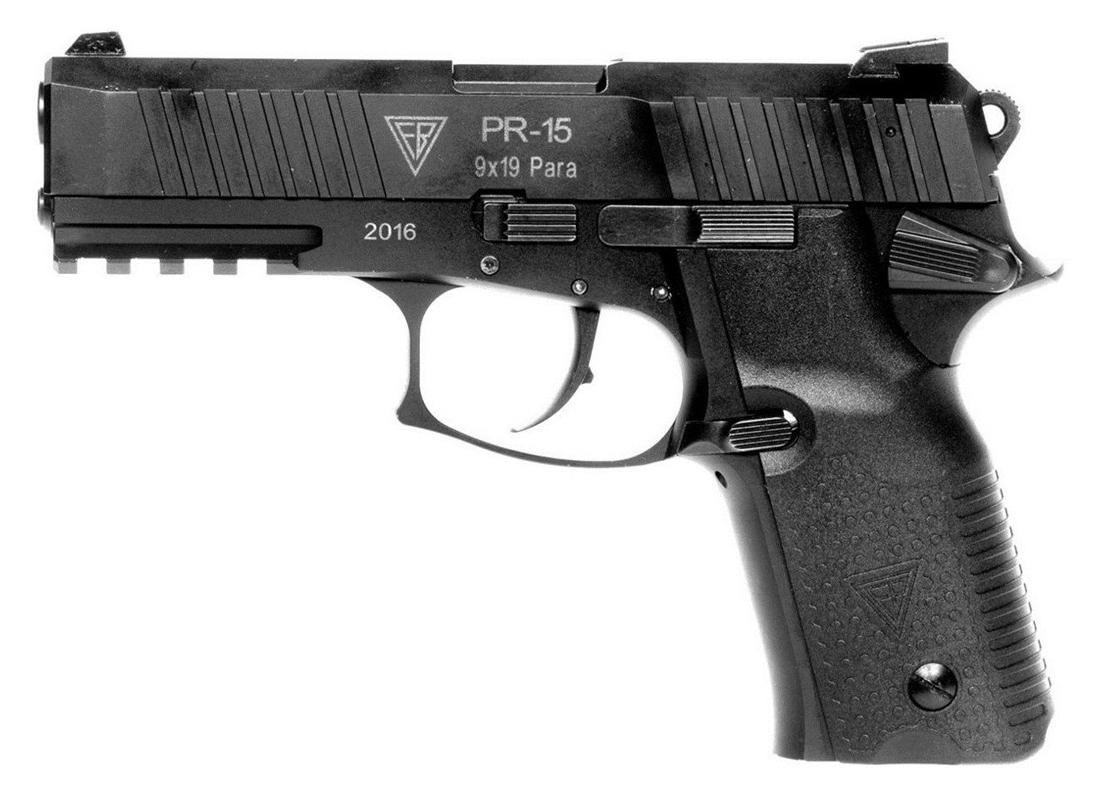
VIS 100

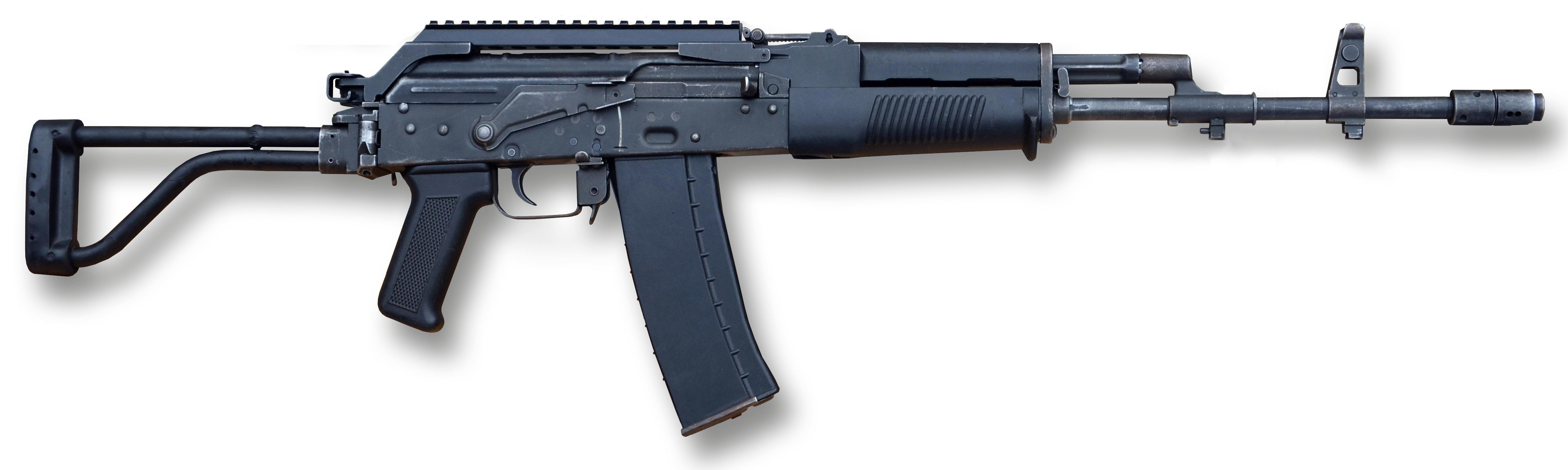
Beryl wz.96

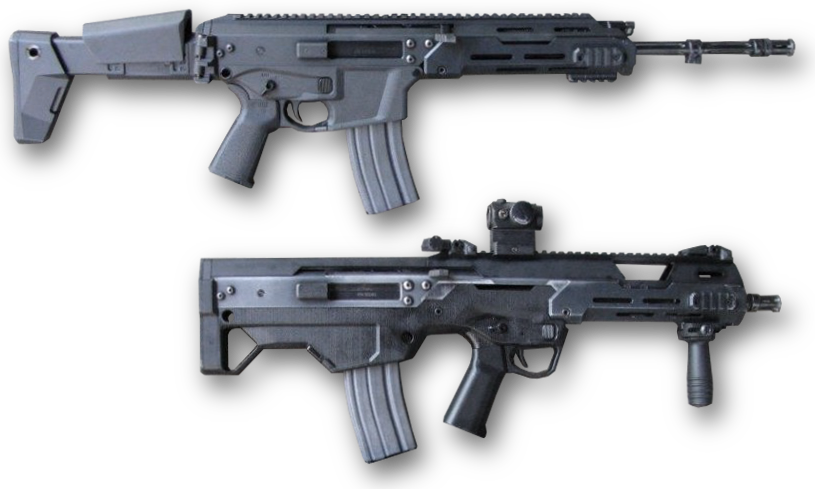
GROT

Початок 1990-х був поганим періодом для заводу, який у 1990 році змінив назву на Zakłady Metalowe Łucznik. Обмеження замовлень Збройними Силами Республіки Польща та заборона на експорт до більшості традиційних одержувачів означали, що ZM Łucznik опинився на межі банкрутства. Ситуація покращилася в другій половині 1990-х років завдяки замовленням на wz. 96 Берил. Великим провалом компанії стала втрата пістолета MAG виробництва Łucznik у конкурсі на новий пістолет Збройних сил Польщі та провал гвинтівки Radom Hunter на цивільному ринку.
Наприкінці 1990-х фінансове становище ZM Łucznik знову погіршилося (останній AKMS був виготовлений у 1999 році). 13 листопада 2000 р. було оголошено про банкрутство ZM Łucznik з боргами на суму 168 млн. злотих. За кілька місяців до цього, 30 червня 2000 року, ZM Łucznik та Agencja Rozwoju Przemysłu заснували компанію Fabryka Broni "Łucznik" -Radom, яка продовжує традиції попередніх радомських виробників зброї. Компанія належала Polski Holding Obronny (колишній Bumar), нині PGZ.
Підприємство з кожним роком покращується, зайнятість збільшується. У 2013 році завод отримав рекордну виручку – 56 мільйонів злотих, а прибуток – 2 мільйони злотих. Нова продукція фабрики викликає інтерес у найбільших одержувачів зброї у світі. Фабрика також заснувала компанію в США; має намір продавати свою продукцію на місцевому ринку цивільної зброї, а в майбутньому, можливо, також для потреб американської армії чи інших військових служб.

## Продукція
- Пневматика[11]
  - FB EAGLE
- Пістолети[12]
  - Vis wz. 35
  - VIS 100 (PR-15 Ragun)
  - Walther P99
  - Глауберит BRS 99
- Пістолети-кулемети[13]
  - Глауберит ПМ-98, ПМ-06
- Самозарядна гвинтівка[14][15]
  - Radom-Sport: Beryl S 223, Beryl S 762, Beryl M22, Mini-Beril S 223
  - Гвинтівка GROT
- Автоматичні гвинтівки[16]
  - W-Z торт. 96 Берил, wz. 96 Міні-Берил, Берил М762
  - GROT (MSBS-5.56)